# Euforia (2018)
Euforia ist ein italienisches Filmdrama aus dem Jahr 2018 unter Regie von Valeria Golino, über zwei Brüder, einer kosmopolitischer Geschäftsmann in Rom, der andere Lehrer auf dem Land. Die Hauptrollen wurden mit Riccardo Scamarcio und Valerio Mastandrea besetzt.

## Handlung
Matteo, ein weltgewandter und schwuler Unternehmer aus Rom, und sein Bruder Ettore, ein Lehrer, der immer in seinem Heimatdorf auf dem Land geblieben ist, könnten nicht unterschiedlicher sein. Nachdem Ettore ein Hirntumor diagnostiziert wird, beschließt Matteo, seinen Bruder für die Dauer der Behandlung nach Rom zu holen. Fortan leben die beiden Brüder, die davor nur wenig miteinander zu tun hatten, auf engstem Raum. Anfangs ist die Atmosphäre zwischen den beiden geprägt von Misstrauen, später entwickelt sie sich zu einer Beziehung, die fast schon wieder kindlich ist. Gleichzeitig verschlechtert sich Ettores Gesundheitszustand zusehends.

## Hintergrund
Euforia ist eine Produktion von HT Film und Indigo Film in Koproduktion mit Rai Cinema und unter Förderung der Region Latium und dem italienischen Ministerium für Kulturgüter und kulturelle Aktivitäten.
Die Uraufführung erfolgte auf den Internationalen Filmfestspielen von Cannes 2018 am 15. Mai 2018, am 25. Oktober 2018 lief der Film in den italienischen Kinos an. Am 27. September feierte Euforia seine Schweizpremiere auf dem Zurich Film Festival. Deutscher Kinostart war am 20. Februar 2020, am gleichen Tag lief der Film auch in den österreichischen Kinos an. Den Verleih im deutschsprachigen Raum übernimmt Missing Films. Euforia steht in der italienischen Originalfassung mit deutschen Untertiteln zur Verfügung.
Der Film wurde unter anderem auf dem Internationalen Filmfestival Karlovy Vary, dem Internationalen Filmfestival Warschau, dem Chéries-Chéris Filmfestival Paris und dem Festival del Cinema Italiano Tokyo präsentiert.

## Rezeption
Gerhard Midding von epd Film vergab vier von fünf Sternen und schreibt, dass in Euforia sich der Erzählton agil wechsle und sich Konflikte oft heiter auflösen. Das Kinomagazin Programmkino.de schreibt, dass Golino für die beiden Hauptrollen die passende Besetzung gewählt habe, die weiblichen Nebencharaktere „verkommen […] mit ihren floskelhaften Äußerungen und vorhersehbaren Verhaltensweisen zu schablonenhaften Figuren“. Als ein großes Fragezeichen bleibt beim Autor zurück, warum niemand mit Ettore darüber spricht, dass seine Erkrankung letztlich tödlich enden wird. Auch Bianka Piringer hebt die Besetzung der Hauptrollen als positiv hervor, merkt jedoch an, dass Schauplätze abrupt gewechselt würden und die Kamera nach Orientierung suche. Insgesamt schreibt sie, dass Euforia viele spannende Themen anschneide, die Zuschauer dann aber selbst auf die Suche nach Antworten schicken würde. Marlene Wesel von Tip merkt an, dass Golina „[F]feinfühlig in heiteren wie schweren Momenten […][erzähle], dass in der oft verdrängten Emotionalität zwar viel Schmerz, aber auch die einzig wahre Freude – intensivste Euphorie – zu finden“ sei.

## Auszeichnungen (Auswahl)
Internationale Filmfestspiele von Cannes 2018
- Nominierung für die Queer Palm für Valeria Golino
- Nominierung in der Sektion Un Certain Regard für Valeria Golino

Premio David di Donatello 2019
- Nominierung in der Kategorie Bester Film für Valeria Golino
- Nominierung in der Kategorie Beste Regie für Valeria Golino
- Nominierung in der Kategorie Bestes Drehbuch für Francesca Marciano, Valia Santella und Valeria Golino
- Nominierung in der Kategorie Bester Hauptdarsteller für Riccardo Scamarcio
- Nominierung in der Kategorie Bester Nebendarsteller für Valerio Mastandrea
- Nominierung in der Kategorie Beste Musik für Nicola Tescari
- Nominierung in der Kategorie Bester Schnitt für Giogiò Franchini